# 比較判定法
比較判定法（ひかくはんていほう、英: comparison test）は、実数や複素数を項にもつ級数が、収束するか発散するかを判定する方法である。これは、判定の対象となる級数の項を、収束性が判明している級数の項と比較することによって、収束性を判断する。比較判定法には、2 つの種類が存在する。

## 第一種比較判定法
第一種比較判定法とは、次のようなものである。もし、級数
{\displaystyle \sum _{n=1}^{\infty }b_{n}}
が絶対収束し、n に依存しない実数 C が存在して
{\displaystyle |a_{n}|\leq C|b_{n}|}
が十分大きい n に対して成立するならば、級数
{\displaystyle \sum _{n=1}^{\infty }a_{n}}
は絶対収束する。このとき、b が a を「抑える(dominate)」という。もし、級数 Σ|bn| が発散し、
{\displaystyle |a_{n}|\geq |b_{n}|}
が十分大きい n に対して成立するならば、級数 Σ|an| は絶対収束しない（ただし、例えば an の符号が交互に入れ替わるような場合は、条件収束することがある）。

## 第二種比較判定法
第二種比較判定法とは、次のようなものである。もし、級数
{\displaystyle \sum _{n=1}^{\infty }b_{n}}
が絶対収束し、n に依存しない実数 C が存在して
{\displaystyle \left|{\frac {a_{n+1}}{a_{n}}}\right|\leq C\,\left|{\frac {b_{n+1}}{b_{n}}}\right|}
が十分大きい n に対して成立するならば、級数
{\displaystyle \sum _{n=1}^{\infty }a_{n}}
は絶対収束する。もし、級数 Σ|bn| が発散し、
{\displaystyle \left|{\frac {a_{n+1}}{a_{n}}}\right|\geq \left|{\frac {b_{n+1}}{b_{n}}}\right|}
が十分大きい n に対して成立するならば、級数 Σ|an| は絶対収束しない（ただし、例えば an の符号が交互に入れ替わるような場合は、条件収束することがある）。
これは、ダランベールの収束判定法に基づくものである。

## 関連記事
- 収束半径